# Phaeodesmus miles
Phaeodesmus miles är en mångfotingart som beskrevs av Carl Graf Attems 1934. Phaeodesmus miles ingår i släktet Phaeodesmus och familjen orangeridubbelfotingar. Inga underarter finns listade i Catalogue of Life.